# Anzegem
Anzegem és un municipi belga de la província de Flandes Occidental a la regió de Flandes.

## Geografia
Anzegem és situada una zona accidentada amb una densa xarxa de petits rierols a la divisòria d'aigües entre les conques de l'Escalda i del Leie: el Maalbeek, Kromme Beek, Dommelbeek, Kasteelbeek, Weerdriesbeek, Tjammelsbeek i Nederbeek. Des de 1868 té una estació de la NMBS a la línia 66A Kortrijk-Denderleeuw.

### Nuclis

Localització d'Anzegem

| #       | Nom                         | Superfície (km²) | Població (31/12/2005) |
| ------- | --------------------------- | ---------------- | --------------------- |
| I (VII) | Anzegem - Anzegem - Heirweg | 16,19            | 4.146                 |
| II      | Gijzelbrechtegem            | 0,78             | 800                   |
| III     | Kaster                      | 4,08             | 833                   |
| IV      | Tiegem                      | 7,69             | 1.541                 |
| V       | Ingooigem                   | 8,38             | 2.276                 |
| VI      | Vichte                      | 4,65             | 4.347                 |

### Municipis i nuclis veïns
| - a. Kerkhove (Avelgem) - b. Waarmaarde (Avelgem) - c. Otegem (Zwevegem) - d. Deerlijk - e. Waregem - f. Wortegem (Wortegem-Petegem) - g. Petegem-aan-de-Schelde (Wortegem-Petegem) - h. Elsegem (Wortegem-Petegem) |

### Evolució demogràfica
- 1971: annexió de Gijzelbrechtegem
- 1977: annexió d'Ingooigem, Kaster, Tiegem i Vichte

## Persones destacades
- Fernand de Montigny (1885-1974), Esportista olímpic
- Frans Herman (1927-1990), atleta
- Julien Schepens (1935-2006), ciclista
- Stijn Streuvels (1871-1969), escriptor
- Aureel Vandendriessche (1932), atleta

## Llocs d'interès
- Museu Het Lijsternest (El niu del tord), casa de l'escriptor Stijn Streuvels (1871-1969) a Ingooigem
- El molí a vent Landergemmolen (Anzegem)
- Masia fortificada Goed te Corbie a Kaster, antiga propietat de l'Abadia de Corbie, amb les seves muralles i fossats conservats
- El carrer Varentstraat, romanent d'una via romana
- El molí blanc de Tiegem
- L'església romànica de Vichte